# Esekiel Berthelsen
Esekiel Karl Jakob Berthelsen (auch Hisekiel oder Hezechiel; * 7. Mai 1882 in Qeqertarsuatsiaat; † unbekannt) war ein grönländischer Landesrat.

## Leben
Esekiel Berthelsen war der Sohn des Jägers Mikias Hans Gabriel Hendrik Berthelsen und seiner Frau Susanne Frederikke Helene Berglund. Wie sein Vater war Esekiel Jäger. Von 1923 bis 1926 war er Mitglied im südgrönländischen Landesrat, allerdings nahm er nur an der ersten Sitzung teil und wurde danach von Asser Berthels vertreten.